# Spectrum News
Spectrum News（スペクトラムニュース、旧：Time Warner Cable News）は、2016年5月にタイム・ワーナー・ケーブルを買収したことにより、チャーター・コミュニケーションズが所有するアメリカのケーブルニューステレビチャンネルのスレートのブランド。15の地域チャンネルはそれぞれ、国内及び国際ニュースに加えて、主に特定の地域のローカルニュース、天気、スポーツ報道に焦点を当てている。NY1を除いて、ベライゾン・フィオス、AT&T U-verse、ディレクTV、ディッシュ・ネットワークなど、それぞれの市場の他の有料テレビプロバイダーでは6つのチャンネルのいずれも利用できない。

## 歴史
タイム・ワーナー・ケーブル（当時、メディア・コングロマリットのタイム・ワーナーの子会社。以下、TWC）は、ニューヨーク市を拠点とするNY1の展開に伴い、1992年9月8日に最初の地域ケーブルニュースチャンネルを立ち上げた。その後、プロバイダーは1995年にニューヨーク州ロチェスターでTime Warner Cable News Rochesterを買収し（TWCがこの地域のフランチャイズ権を引き継いだ結果）、1997年にフロリダ州でさらに2つのチャンネル、タンパのBay News 9とオーランドのCentral Florida News 13を立ち上げた（どちらも2001年にブライト・ハウス・ネットワークスにスピンオフされた）。その後、1999年にNews 8 Austin、2002年にNews 24 Houston、2003年にNews 9 San Antonio（後者の2つのチャンネルは2004年に閉局）、2002年にCapital News 9、2003年にNews 10 Now、2006年にNews 14 Carolinaが開局された。

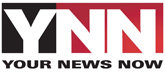
2009年から2013年まで使用されたYour News Nowのロゴ。

2009年8月、TWCはニューヨーク州バッファローのエリアシステムでYNNバッファローを開局した。「YNN」ブランド（「ユア・ニュース・ナウ」の略）は、その8月にロチェスターのニュースチャンネル（当時は「R News」として知られていた）で採用された。2010年2月12日、TWCは、ニューヨークを拠点とする残りのニュースチャンネル（NY1を除く）に、その3月に「YNN」ブランドを採用させる計画を発表した。2010年3月、TWCは、ブランドをNews 8 AustinとNews 14 Carolinaに拡大する計画を発表した。News 8は、FacebookとTwitterのアカウントで「YNN Austin」ブランドを採用することから始めて、徐々に最初に移行した。ブランドの変更は、2011年1月10日にそのチャンネルで実装された。ただし、News 14は、最終的にはさらに2年間その名前を保持する。
2013年3月14日、TWCはNY1、News 14 Carolina、ユア・ニュース・ナウネットワークのブランドを年末までに統一ブランド「Time Warner Cable News」に変更する計画を発表した。また、新しいオンエアロゴの採用と各チャンネルの標準化されたグラフィックスと音楽パッケージも発表した。名称が変更された理由は、TWCの加入者が、プロバイダーが地域のニュースチャンネルを所有しており、そのシステムにほぼ独占的であることを知らなかったという会社の認識によるものだった（NY1は例外であり、ニューヨーク市市場の他の主要なケーブルプロバイダーであるケーブルビジョン (アメリカ)によっても運ばれている）。

11月20日、TWC加入者からの計画されたブランド変更に対する反対を受けて、プロバイダーは「Time Warner Cable News」ブランドを「NY1」の先頭に追加し、「NY1」という名称は引き続きオンエアで使用されることを発表した。改訂されたブランディングと新しいグラフィックおよび音楽パッケージは、2013年12月16日にTWCの全ての地域ニュースチャンネルで発効した（NY1は2001年以降、チャンネルで使用されていたロゴの修正バージョンを利用し、「Time Warner Cable News」ロゴと共に修正した）。

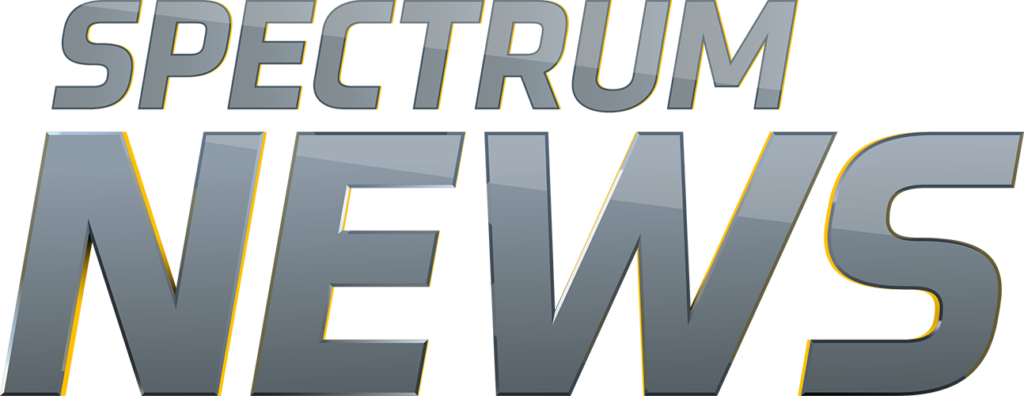
2016年9月20日から2017年10月13日まで使用されたSpectrum Newsのロゴ。

2016年にチャーター・コミュニケーションズ（以下、チャーター）がTWCを買収したことにより、同年9月20日、チャーターの主要な消費者ブランドに続いて、「Time Warner Cable News」のブランドが全てのネットワークから削除され、「Spectrum News」が採用された（NY1は、引き続き「Spectrum News」ブランドを名前に組み込んでいるが、引き続き放送中である）。同様に、TWCのさまざまな地域スポーツネットワークは、移行期間中に「Spectrum Sports」の傘下でブランド名が変更され、それらの事業は廃止され、新しいSpectrum News事業に統合された。

## 番組編成

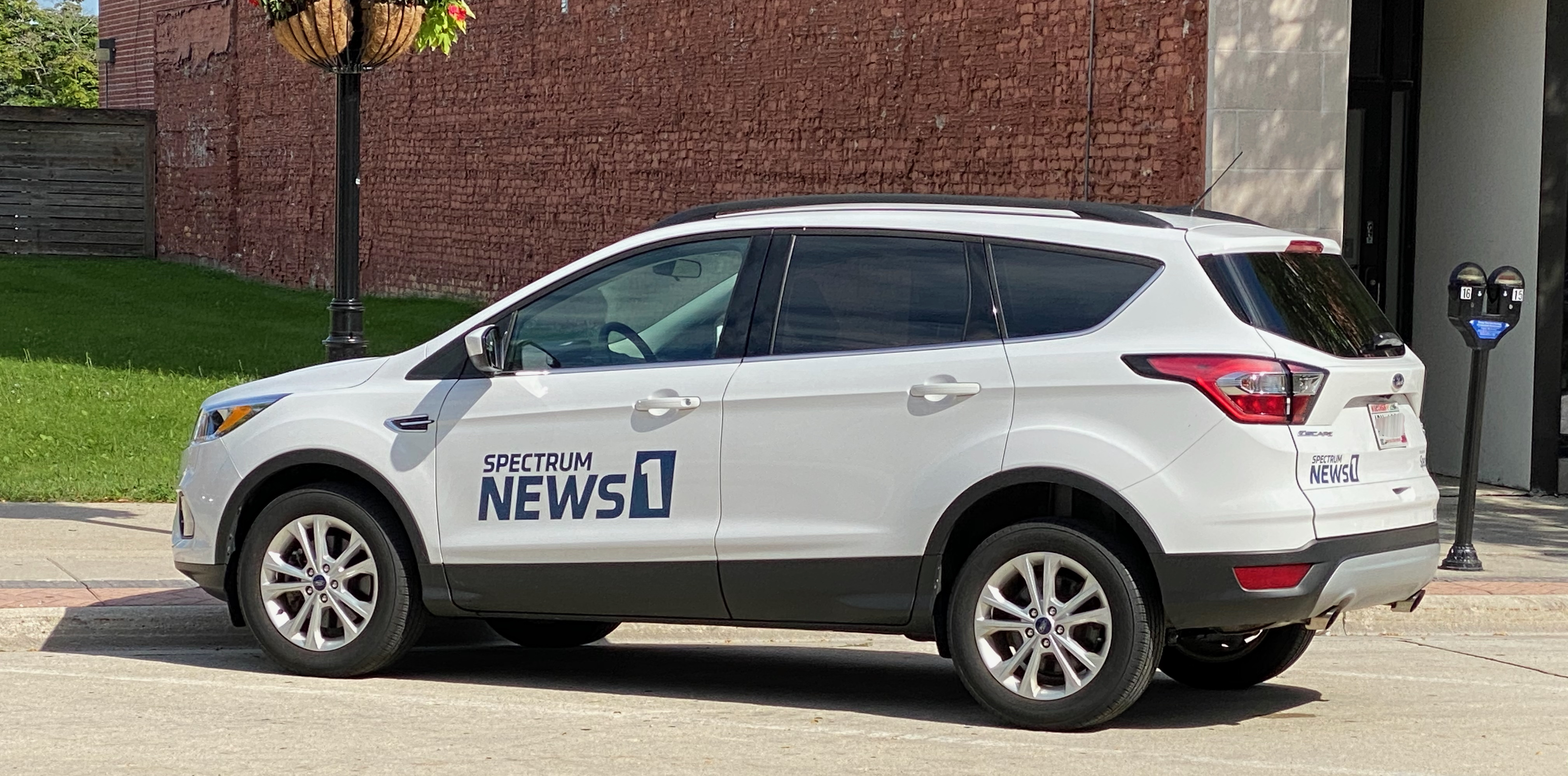
Spectrum News 1 Wisconsinのビデオジャーナリストのニュースカー。 記者はシボイガン (ウィスコンシン州)にいて、アバーブ&ビヨンド・チルドレンズ・ミュージアムでヒューマンインタレスト記事をリポートしていた。

Spectrum Newsの各チャンネルは、30分間ニュースの「ホイール」形式を利用しており、少なくとも1日20時間、ニュースを放送している。天気予報は常に「1」で終わる10分ごとに放送される（例：7:01、17:31など）。 その時間の主要なヘッドラインの短い1分間のまとめ（「Top Stories」または「Spectrum News Minute」というタイトル）が、各時間の冒頭と終盤で放送される。 各チャンネルは、地元のニュースルームに基づいた生の交通情報も配信しており、それぞれが独自のローカル割り当てデスク、オンエアスタッフ（アンカー、記者・ビデオジャーナリスト・気象学者及びスポーツスタッフ）、プロデューサー、ニュース管理を維持している。
Spectrum Newsは、暴力犯罪、一般的な自動車事故、火災に関するニュース（業界では「出血した場合、ジャーナリズムをリードする」として知られている）を掲載しないというモデルに基づいて運営されている。具体的には、ロサンゼルスでは、地元でのニュース放送の一般的な特徴である、高速道路のカーチェイスの生中継は取り上げないと述べている。また、Spectrum Newsチャンネルは、ニュースやスポーツイベントの記者会見などのライブの継続的なニュース速報の報道や、悪天候の報道のための生中継コーナーまたは予定されたライブ時間を過ぎた継続的な報道のために時折オフホイールになる。一部のチャンネルでは、地方および州の候補者を対象とした政治討論会も開催されている。
地域のSpectrum News部門の編集上の判断に応じて、一般教書演説、大統領記者会見、その他の重要と思われるイベントなどの全国ニュースイベントもライブで取り上げられるか、2021年アメリカ合衆国議会議事堂襲撃事件の全体的な報道で行われたように、ネットワークのニューヨーク本部またはワシントン支局にハブされる場合もある。
フランチャイズニュースセグメントも、全てのSpectrum Newsチャンネルにシンジケートされている（これらには、ダン・イートンがホストを務める毎日の料理コーナー「Cooking at Home」、マイク・オブライエンがホストを務め、ニューヨーク州北部のSpectrum Newsチャンネルの交通情報も提供している旅行コーナー「The Getaway Guy」、ニューヨーク証券取引所からの平日の金融ニュースコーナー「From the Floor」、およびアダム・バルキンがホストを務めるテクノロジーニュースコーナー「Tech Talk」が含まれる）。天気（場合によってはスポーツ）コンテンツの共有に加えて、ニューヨーク州北部にあるSpectrum Newsの4つの地域ニュースチャンネル（Spectrum News Buffalo、Spectrum News Rochester、Spectrum News Central New York、Spectrum News Capital Region）は、ニューヨーク州の他のSpectrum Newsチャンネルとは別に運営されているニューヨーク市の姉妹チャンネルNY1とコンテンツを共有している。4つのチャンネルは、元ニューヨーク・デイリーニューズブロガーのエリザベス・ベンジャミン (ジャーナリスト)がホストを務め、東部時間20:00にオールバニにあるSpectrum News Capital Regionのスタジオで制作された政治番組『キャピタル・トゥナイト』も同時放送している。同ネットワークはまた、国の政治ニュースのためにワシントンD.C.に支局を設置している。
チャーターはまた、同じ市場だけでなく他の多くの市場でもSpectrum Sportsチャンネルを運営していた。2017年秋には、Spectrum News放送局とSpectrum Sports放送局の両方があった市場が統合され、Spectrum News放送局がスポーツ番組を放送し、Spectrum Sportsの販売局が廃止された。

## チャンネル

### Spectrum News Austin
Spectrum News Austin（スペクトラムニュース・オースティン）は、テキサス州中部と中南部の一部にサービスを提供している。州都オースティンに本社を置き、1999年9月13日にNews 8 Austinとして開局された。2011年1月10日、同チャンネルはYNN Austinに名前が変更され、TWCのニュースチャンネルで「YNN」ブランドを採用した最後のチャンネルになった。同チャンネルは、2013年12月16日にTime Warner Cable News Austinという名前を採用した。その後、2016年9月20日に現行のSpectrum News Austinに名称変更した。

### Spectrum News Buffalo
Spectrum News Buffalo（スペクトラムニュース・バッファロー）は、ニューヨーク州北部（アップステート・ニューヨーク）のバッファロー地域にサービスを提供している。同チャンネルは、2009年3月25日の東部標準時19:00にYNN Buffaloとして開局、TWCが所有する最初のニュースチャンネルとなり、現在は「YNN」（「ユア・ニュース・ナウ（Your News Now）」）ブランドを使用している。同チャンネルは、アトランティック・ブロードバンドがサービスを提供しているカタラウガス郡の一部を除いて、ニューヨーク州西部のほぼ全てで利用できる。同チャンネルは、2013年12月16日にTime Warner Cable News Buffaloという名前を採用した。その後、2016年9月20日に名称を現行のSpectrum News Buffaloに変更した。

### Spectrum News Capital Region/Hudson Valley
Spectrum News Capital Region（スペクトラムニュース・キャピタルリージョン）は、主にニューヨーク州北部のキャピタル・ディストリクト (ニューヨーク州)地域にサービスを提供し、ハドソンバレー地域のサブフィードを維持している。同チャンネルは、2002年10月11日にCapital News 9として開局された（様々なインフラと人員配置の遅れにより、予定より1年近く遅れて開局された）。2006年8月、タイム・ワーナー・ケーブルが直近にアデルフィア・コミュニケーションズ・コーポレーションから買収したニューヨーク東部のシステムにその範囲を拡大した。2010年3月、州全体のタイム・ワーナー・ケーブルの地域ニュースチャンネルのブランド変更の一環として、Capital News 9は「YNN」ブランドを採用し、YNN Capital Regionとしてブランド名を変更した。このチャンネルは、2013年12月16日に、現在の名前であるTime Warner Cable News Capital Regionを採用し、そのサブフィードであるYNN Hudson Valleyは、それに応じて、同日にTime Warner Cable News Hudson Valleyとしてブランド名を変更した。その後、2016年9月20日に名称をSpectrum News Capital Region/Hudson Valleyに変更した。

### Spectrum News Central New York/Southern Tier/North Country
Spectrum News Central New Yorkは、ニューヨーク州北部の中央部にサービスを提供している。シラキュースに本社を置き、アディロンダック山地西部と北部を含む州のサザン・ティアとノースカントリー (ニューヨーク州)地域のサブフィードも運営している。2003年11月にNews 10 Nowとして開始された。2007年2月、同チャンネルは、ビンガムトン、エルマイラ、コーニング、及びその周辺地域に焦点を当てた別フィードを開始した。
VHFチャンネル9で放送するABC系列のWSYR-TVの存在により、ニューヨーク州北部でプライマリーマーケットのチャンネル9で放送されていないSpectrumのニュースチャンネルの1つである代わりに、チャンネル10またはチャンネル14のいずれかで伝送される。2010年3月、州全体のタイム・ワーナー・ケーブルの地域ニュースチャンネルのブランド変更の一環として、News 10 Nowは「YNN」ブランドを採用し、YNN Central New Yorkとしてブランド名を変更した。同チャンネルは、2013年12月16日に、現在の名前であるTime Warner Cable News Central New Yorkを採用し、そのサブフィードであるYNNサザンティアとYNN North Countryは、それに応じて、同日にTime Warner Cable News Southern TierとTime Warner Cable News North Countryとしてそれぞれブランド名が変更された。その後、2016年9月20日に、名称をSpectrum News Central New York/Southern Tier/North Countryに変更した。

### Spectrum News 1 Dallas-Fort Worth
Spectrum News 1は、2020年10月にテキサス州ダラス・フォートワース（DFW）で開局され、ダラスとフォートワース、及びウィチタフォールズのプロバイダーのシステムにサービスを提供している。また、同州南部及び西部地域にもサービスを提供しており、Spectrumの既存のオースティン、サンアントニオの放送範囲に追加されている。DFW支局の正式な発足日は、10月16日で、かつてはWFAAのベテランリポーターであったブレット・シップや、ニューオーリンズのWDSUの朝の番組元アンカーであるチャールズ・ディヴィンズを含む12人以上のアンカーと気象学者のチームが加入した。

### Spectrum News 1 North Carolina
Spectrum News 1 North Carolinaはノースカロライナ州全体にサービスを提供しており、州内の4つの地域（リサーチ・トライアングル、ピードモント・トライアド、シャーロット、ウィルミントン）の個別のフィードが、それぞれの市場のSpectrumのシステムで配信されている。当初、2002年3月22日にローリーでNews 14 Carolinaとして開始された。これに続いて、2か月後の6月14日にシャーロットフィードが開始され、その後、2006年9月25日にピードモント・トライアドと、2008年8月18日にウィルミントンのサブフィードが開始された。2013年12月16日にTime Warner Cable News North Carolinaという名称を採用し、2016年9月20日にSpectrum News North Carolinaに改称した。

### Spectrum News Rochester
Spectrum News Rochesterは、ニューヨーク州ロチェスターとその周辺地域にサービスを提供しています。 このチャンネルは1987年4月22日に「WGRC」（当時の市のケーブルプロバイダー、グレーターロチェスターケーブルビジョン）として開始されました。 そのため、Time Warner Cable Newsネットワークの中で最も古いチャネルであり、プロバイダーによって立ち上げられなかった唯一のチャネルです。
Spectrum News Rochesterは、ニューヨーク州ロチェスターとその周辺地域にサービスを提供している。同チャンネルは1987年4月22日に「WGRC」（当時の市のケーブルプロバイダーであるグレーター・ロチェスター・ケーブルビジョン〈Greater Rochester Cablevision〉から）として開局されたため、Time Warner Cable Newsネットワークの中で最も古いチャンネルであり、プロバイダーによって立ち上げられなかった唯一のチャンネルである。1992年、グレーター・ロチェスター・ケーブルビジョンは「WGRC」をチャンネル9に移動し、GRC9Newsとしてブランド名を変更した。1995年4月、タイム・ワーナー・ケーブルが同地域のケーブルテレビフランチャイズ権を取得した後、チャンネルはR Newsに名称が変更され、24時間のニュースチャンネルに変換された。
2005年、R Newsの事業の一部は、ニューヨークの他の地域にある2つの姉妹ニュースネットワークであるシラキュースを拠点とするNews 10 Nowとオールバニを拠点とするCapital News 9に統合された。2009年8月4日、同チャンネルはYNN Rochesterとしてブランド名が変更され、TWCが所有する2番目のニュースチャンネル（バッファローを拠点とする姉妹チャンネルのYNN Buffaloに続く）となり、「YNN」ブランドを採用した。2013年12月16日に、最新の旧名称であるTime Warner Cable News Rochesterを採用した。その後、2016年9月20日に名前をSpectrum News Rochesterに変更した。

### Spectrum News 1（Kentucky/Southwestern Ohio/Southern Indiana）
Spectrum News 1は、ケンタッキー州ルイビル、レキシントン、パデューカ、オーエンズボロ・インディアナ州エバンズビル、およびオハイオ州シンシナティ市場の北ケンタッキー部分を含む、Spectrumがケーブルテレビサービスを提供する他の全てのケンタッキー州コミュニティにサービスを提供している。ルイビル、レキシントン、北ケンタッキー、及びその他のいくつかのケンタッキーケーブル市場は、2012年にタイム・ワーナー・ケーブルに買収されるまで、かつてはインサイト・コミュニケーションズのレガシーシステムによって提供され、現在はSpectrumとチャーター・コミュニケーションズの一部となっている。Spectrum News 1は、タイム・ワーナー・ケーブルまたはチャーターの所有権の下で設立されていない唯一のSpectrum Newsネットワークである。このネットワークは、2000年代後半にインサイト・コミュニケーションズが所有するcn|2（コミュニティー・ネットワーク（Community Network）の略で、その主要な標準定義ケーブルチャンネル2スロット）として遡り、限定的なニュースと、ローリング天気の最新情報を放送した。ネットワークのサービスは、タイム・ワーナーとチャーターの所有下で時間の経過と共にゆっくりと拡大し、現在は連邦、スポーツ報道、および継続的な気象報道をカバーする政治番組を特徴としている。cn|2の名称は、Spectrumがタイム・ワーナー・ケーブルを運営するまで保持された。
2018年10月29日、同ネットワークは現在の名称でリニューアルされ、ループした天気予報がルイビルに拠点を置くスタジオからのニュースと天気予報に置き換えられた。再リニューアルにより、同チャンネルはユニバーサルにチャンネル1に移動し、Spectrumのビデオ・オン・デマンドサービスがチャンネル999のショートカットに置き換えられた。

### Spectrum News 1（Ohio）
2018年11月7日、Spectrum News 1 Ohioが24時間のオハイオ州全体のニュースチャンネルとして開始された。同州の3つの最大都市、クリーブランド、コロンバス、シンシナティに加えて、州の大部分にニュースと地域の天気予報の3つの地域フィードを提供している。「Always Ohio. Always Refreshing. Always On.」と位置付けているSpectrum News 1は、扇情主義や犯罪のニュースではなく、詳細なジャーナリズム、コミュニティのニュース、ローカルの天気予報に焦点を当てている。チャーターのSpectrum News 1は、Spectrumの現在は廃止されたスポーツチャンネルであるSpectrum Sports (オハイオ州)からオハイオ高等学校体育協会との提携を引き継ぎ、オハイオ高校のフットボールとバスケットボールのチャンピオンシップ、その他の高校のライブゲーム、一部のデイトン・フライヤーズのバスケットボール試合、オハイオ州の陸上競技の報道の本拠地である。同チャンネルは、チャンネル1のSpectrum加入者のみが利用できる。

### Spectrum News 1（Southern California）
2018年11月16日、Spectrum News 1 Southern Californiaは、南カリフォルニアの殆どにサービスを提供する24時間のオールローカルニュースチャンネルとして開始された。同チャンネルは、チャーターSpectrum加入者のみが利用できる。朝のニュース番組『The Beat on 1』だけでなく、ローカルニュース番組も終日提供している。カリフォルニア州ベーカーズフィールド地域には同チャンネルがないようであるため、全てのチャーターSpectrum加入者が利用できるわけではない。

### Spectrum News 1（Wisconsin）
Spectrum News 1は、ミルウォーキー、マディソン、グリーンベイおよびフォックス・シティーズに3つの別々のフィードを提供している。1つはミルウォーキー用、もう1つはグリーンベイ用、マディソンフィードは州の西部、中央部、北部にあるSpectrumのサービスエリアの残りの部分にサービスを提供する。このネットワークは2018年11月28日に開始され、多くのパートナーが社内または新しいデジタルのみのパートナーに権利を取得したためにスポーツの権利を失ったSpectrum Sports (ウィスコンシン州)（タイム・ワーナー・ケーブルの買収後に同州のチャーターのレガシーシステムに追加されたことのないネットワーク）の事実上の代替として機能した。後者のネットワークのスタッフの一部は、グリーンベイ・パッカーズとの既存のコンテンツ契約と共に、Spectrum News 1に残っている。
ネットワークは、Spectrumの州全体でチャネル1で普遍的に伝送され、上記のケンタッキー州と同様に、Spectrumのオンデマンドサービスをチャンネル999ショートカットに置き換えた。自動HDチューニングのない視聴者の場合、同チャンネルはタイム・ワーナーのレガシーシステムのチャンネル1001、およびチャーターのレガシーシステムのチャンネル700で高解像度で伝送される。

### Spectrum News Massachusetts
2019年12月、Spectrum News 1がマサチューセッツ州で開局され、同州中部と西部、及びニューハンプシャー州南西部のプロバイダーのシステムにサービスを提供した。ウースターやピッツフィールドなどの地域にサービスを提供している。それは「事実上」、チャーターのかつての地域ネットワークで、スペクトラムが効果的に置き換えられ、2020年10月23日に廃止されたチャーターTV3のニュース部門の拡張として機能する。

## 関連チャンネル

### NY1
NY1（Spectrum News NY1とも呼ばれ、「New York One」と呼ばれる）は、ニューヨーク市の大都市圏にサービスを提供し、「Spectrum News」の名前をサブブランドに制限する唯一のチャンネルである。他のSpectrum Newsチャンネルとコンテンツを共有しているが、チャーターの他のニューヨークベースのニュースチャンネルとは異なる番組編成を維持している。『キャピタル・トゥナイト』を放送していない唯一のチャンネルだが、『インサイド・シティ・ホール』（ニューヨーク市長選挙期間中は「ロード・トゥ・シティ・ホール」に改名）などの独自の専門番組を制作している。同チャンネルは1992年9月8日に開局された。他のSpectrum Newsチャンネルとは異なり、NY1は、チャーターが買収する前に、チャーター以外のプロバイダー（アルティスUSAのニューヨーク市エリアシステムと、ブライト・ハウス・ネットワークス（TWCによって管理されていた）によって運用されていたフロリダ州オーランドとタンパのシステムを含む）で放送されている。また、スペイン語を話すヒスパニック系アメリカ人の視聴者向けにNY1ノティシアスを運営し、ニューヨーク市周辺の交通および大量輸送条件向けのNY1レール・アンド・ロードを運営している。また、ニューヨークのトライステート地域以外のSpectrum市場でも、パブリック・サービス・アナウンスメントで埋め尽くされたローカル広告とともに、上位のデジタル製品として提供されている。

### Spectrum Bay News 9
Bay News 9（2017年9月24日現在、正式にはSpectrum Bay News 9とも呼ばれる）は、フロリダ州セントピーターズバーグにあるケーブルニューステレビネットワークで、1997年9月24日に運用を開始した。現在、ヒルズボロ、ピネラス、マナティ、ポーク、パスコ、ヘルナンド、シトラスの各郡を含むタンパ・ベイエリアにサービスを提供している。

### Spectrum News 13
News 13（2017年9月24日現在、正式にはSpectrum News 13とも呼ばれる）は、主にセントラル・フロリダ、特にブレバード、フラグラー、レイク、マリオン、オレンジ、オセオラ、セミノール、サムター、ボルーシャの各郡にサービスを提供している。同チャンネルは、1997年10月29日にCentral Florida News 13として最初に開局された。元々はオーランド・センチネルと提携して24時間の取材活動を支援し、同チャンネルは元々TWCによって運営されていた。TWCは2001年にグレーター・オーランドのケーブルテレビフランチャイズ権をブライト・ハウス・ネットワークスに譲渡した。